# Ana Martin-Villalba
Ana Martin-Villalba (*  13. November 1971 in Madrid)  ist eine spanische Medizinerin und Krebsforscherin.

## Leben und Wirken
Sie studierte ab 1989 Medizin an der Universität Murcia und an der University of Leeds. Sie promovierte 1998 am Institut für Physiologie und Pathophysiologie der Universität Heidelberg.
Sie war Assistenzärztin in der Neurologie der Universitätsklinik Heidelberg, forschte dann am Institut für Physiologie und Pathophysiologie, war 1998/99 Gastwissenschaftlerin an der Universität Tor Vergata in Rom und war ab 1999 Gruppenleiterin in der Abteilung Immungenetik des Deutschen Krebsforschungszentrums in Heidelberg bei Peter Krammer.  Außerdem lehrte sie an der Universität Heidelberg, an der sie sich 2007 habilitierte. Sie ist dort seit 2011 Professorin in der Abteilung Molekulare Neurobiologie des DKFZ (Neurobiologie von Gehirntumoren).
Sie untersucht mit ihrer Gruppe die Rolle des CD-95-Signalwegs, der sowohl bei der Wanderung und dem Wachstum von Krebszellen (Krebs-Stammzellen) und Zellen des Immunsystems als auch im Nervensystem eine Rolle spielt sowie bei Überleben und Differenzierung von Stammzellen (die etwa bei der Heilung von äußeren Verletzungen und neuronaler Regeneration wichtig sind). Speziell untersuchten sie dessen Rolle bei neurodegenerativen Erkrankungen, bei denen CD 95 Auslöser von Entzündungen ist (Autoimmunkrankheiten, Parkinson-Krankheit).

## Auszeichnungen
2006 erhielt sie den Paul-Ehrlich-und-Ludwig-Darmstaedter-Preis für Nachwuchswissenschaftler und den Heinz Maier-Leibnitz-Preis. Von 2017 bis 2018 war sie die Präsidentin des German Stem Cell Network (GSCN). 2020 wurde Martin-Villalba in die European Molecular Biology Organization gewählt und 2025 wurde sie als Mitglied der Sektion Humangenetik und Molekulare Medizin in die Nationale Akademie der Wissenschaften Leopoldina aufgenommen.